# رودولف لادنبورگ
رودولف لادنبورگ (به انگلیسی: Rudolf Ladenburg؛ زادهٔ ۶ ژوئن ۱۸۸۲ – درگذشتهٔ ۶ آوریل ۱۹۵۲) یک فیزیک‌دان برجسته اهل آلمان بود که در زمینه‌های مختلف فیزیک نظری و تجربی فعالیت داشت. او به خاطر تحقیقاتش در حوزه طیف‌سنجی و مکانیک کوانتومی شناخته می‌شود و نقش مهمی در پیشرفت دانش فیزیک در اوایل قرن بیستم ایفا کرد. لادنبورگ همچنین در توسعه نظریه‌های مربوط به جذب و نشر نور توسط اتم‌ها سهم داشت و آثار علمی متعددی منتشر نمود که تاثیر قابل توجهی بر جامعه علمی آن زمان گذاشت. وی در سال‌های فعالیت خود به عنوان استاد و پژوهشگر در مؤسسات علمی معتبر آلمان فعالیت کرد و پس از یک زندگی علمی پربار در سال ۱۹۵۲ درگذشت.